# IC 2217
IC 2217 ist eine Spiralgalaxie vom Hubble-Typ S im Sternbild Krebs auf der Ekliptik. Sie ist schätzungsweise 230 Millionen Lichtjahre von der Milchstraße entfernt und hat einen Durchmesser von etwa 40.000 Lichtjahren.

Im selben Himmelsareal befinden sich u. a. die Galaxien NGC 2490, NGC 2492, IC 485, IC 2213.
Das Objekt wurde am 8. Februar 1896 von Stéphane Javelle entdeckt.